# Fiji Warriors
Fiji Warriors es la segunda selección de rugby de Fiyi regulada por la unión de ese país.

## Reseña
Al menos desde mediados del siglo XX comienza a jugar Fiji XV como se lo conocía en ese entonces al realizar una gira en la que enfrenta en 3 partidos a la selección de Samoa.
Desde el 2006 disputa anualmente la Pacific Rugby Cup, aunque en las 5 primeras ediciones no fue una selección nacional sino más bien una de las dos franquicias por país, el otro participante fiyiano fue el Fiji Barbarians. Desde la Pacific Rugby Cup 2011 los 3 países centrales del torneo presentan un solo equipo cada uno, entonces los Warriors se consolidan como una selección secundaria, allí se enfrentan a Samoa A, Tonga A, Canadá A, Junior Japan y Pampas XV.

## Palmarés
- Pacific Challenge (10): 2009, 2010, 2011, 2012, 2013, 2016, 2017,  2018, 2019, 2023

## Participación en copas
| - Pacific Rugby Cup 2006: 2.º puesto - Pacific Rugby Cup 2007: 5.º puesto - Pacific Rugby Cup 2008: 6.º puesto (último) - Pacific Rugby Cup 2009: Campeón - Pacific Rugby Cup 2010: Campeón - Pacific Rugby Cup 2011: Campeón - Pacific Rugby Cup 2012: Campeón - Pacific Rugby Cup 2013: Campeón - Pacific Rugby Cup 2014: 3.º puesto - Pacific Challenge 2015: 2.º puesto - Pacific Challenge 2016: Campeón invicto - Pacific Challenge 2017: Campeón invicto - Pacific Challenge 2018: Campeón invicto - Pacific Challenge 2019: Campeón invicto - Pacific Challenge 2020: 2.º puesto - Pacific Challenge 2023: Campeón invicto - Pacific Challenge 2024: 2.º puesto | - Tour a Samoa Occidental 1955: ganó (0 - 3) - Tour a Uruguay 2003: ganó (0 - 1) - Tour a Irlanda 2012: perdió (0 - 1) - Tour a Sudamérica 2015: ganó (0 - 3) - Tour a Uruguay 2016: ganó (0 - 2) - Punjas Rugby Series 2010: (1 - 1) - Punjas Rugby Series 2011: (1 - 1) - AP Challenge 2016: 2.º puesto - Nations Cup 2018: 4.º puesto (último) |